# Love on the Weekend
Love on the Weekend è un singolo del cantautore statunitense John Mayer, pubblicato il 17 novembre 2016 come primo estratto dal settimo album in studio The Search for Everything.
Il brano è stato incluso anche nell'EP The Search for Everything: Wave One, pubblicato il 20 gennaio 2017.

## Formazione
- John Mayer – voce, chitarra
- Steve Jordan – batteria, percussioni
- Pino Palladino – basso